# Karpatski romski jezik
Karpatski romski jezik (ISO 639-3: rmc; bashaldo, romungro), jedan od sedam romskih jezika, kojim govori preko 472 000 ljudi u srednjoj i istočnoj Europi, poglavito u Češkoj (380 000; 2001 popis);  89 900 u Slovačkoj (2001 popis; etničke grupe Sárvika Romá i Ungrike Romá), a ostali u Poljskoj, Rumunjskoj i Ukrajini (etnička grupa Ungrike Romá).
Postoji nekoliko dijalekata koji se prema lokalitetima nazivaju moravski, istočnoslovački, zapadnoslovački, moravski, galicijski i transilvanijski

## Vanjske poveznice
- Ethnologue (14th)
- Ethnologue (15th)